# Gruffalovo dítě
Gruffalovo dítě (v anglickém originále The Gruffalo’s Child) je britsko-německý krátkometrážní film z roku 2011. Režisérem filmu je duo Johannes Weiland a Uwe Heidschotter. Hlavní role ve filmu ztvárnili Helena Bonham Carter, Shirley Henderson, Robbie Coltrane, James Corden a Tom Wilkinson. 

## Obsazení
| Helena Bonham Carter | matka veverka/vypravěčka |
| Shirley Henderson    | Gruffalovo dítě          |
| Robbie Coltrane      | Gruffalo                 |
| James Corden         | myšák                    |
| Tom Wilkinson        | liška                    |
| John Hurt            | sova                     |
| Rob Brydon           | had                      |
| Sam Lewis            | první malá veverka       |